# Huh Jung-moo
Dans ce nom, le nom de famille, Huh, précède le nom personnel.
Huh Jong-moo, né le 13 janvier 1955 dans le district de Jindo en Corée du Sud, est un joueur et un entraîneur sud-coréen de football.

## Carrière
Huh Jung-moo évolue de 1978 à 1980 au niveau amateur au Korea Electric Power. Il rejoint ensuite les Pays-Bas et joue dans le club du PSV Eindhoven. Trois ans plus tard, il s'engage avec le Ulsan Hyundai FC, où il reste jusqu'en 1986, année où il participe à la Coupe du monde, inscrivant un but contre l'Italie.
Il devient ensuite entraîneur. De 1989 à 1991 et de 1993 à 1994, il est l'adjoint du sélectionneur de l'équipe de Corée du Sud de football. Toujours dans le rôle d'adjoint, il passe une saison (de 1991 à 1992) chez les POSCO Atoms avant de devenir entraîneur principal de 1993 à 1995. Puis il devient sélectionneur de la Corée du Sud en 1995 ainsi qu'entraîneur des Chunnam Dragons de 1995 à 1998. Il revient à son poste de sélectionneur de 1998 à 2000 avant de devenir adjoint de 2004 à 2005. Puis durant deux ans, il est à la tête des Chunnam Dragons avant d'être à nouvelle fois sollicité pour reprendre sa place de sélectionneur en 2007. Il en démissionne à la suite de l'élimination de l'équipe nationale en huitième de finale de la Coupe du monde de football 2010.

## Palmarès

### Palmarès de joueur
Avec l'équipe de Corée du Sud de football
- Vainqueur des Jeux asiatiques en 1978 et 1986.

### Palmarès d'entraîneur
Avec les Chunnam Dragons
- Vainqueur de la Coupe de Corée du Sud de football en 2006 et 2007.

Distinction personnelle
- Entraîneur de l'année de l'AFC en 2009[1].